# Hiraea idroboana
Hiraea idroboana är en tvåhjärtbladig växtart som beskrevs av José Cuatrecasas. Hiraea idroboana ingår i släktet Hiraea och familjen Malpighiaceae. Inga underarter finns listade i Catalogue of Life.